# نمودار راداری

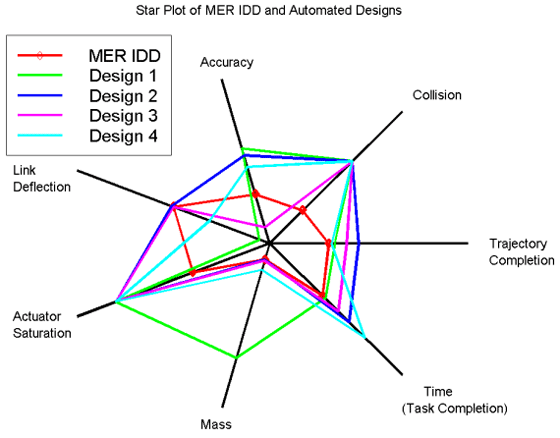
نمونه‌ای از نمودار ستاره‌ای ناسا، با برخی نتایج بسیار مطلوب که در مرکز نمایش داده شده‌است.

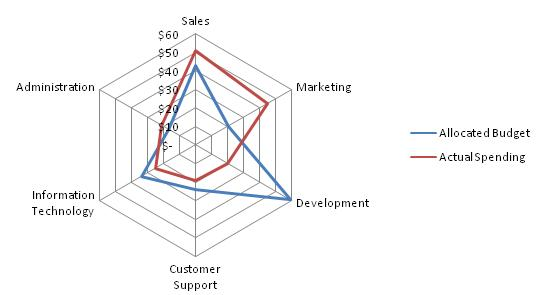
نمودار عنکبوتی بوجه اختصاص یافته را در مقابل هزینه‌های واقعی یک شرکت نشان می‌دهد.

نمودار راداری یا نمودار عنکبوتی یا نمودار تارعنکبوتی یا نمودار ستاره‌ای یا چندضلعی غیرمتعارف یک روش نموداری برای نشان‌دادن داده چندمتغیره در شکل یک نمودار دو بعدی از سه یا چند متغیر کیفی است که روی محور نمایش یافته‌است و از نقطه یکسان آغاز می‌شود. موقعیت نسبی و زاویه محور منحصربه‌فرد است.
نمودار راداری نام‌های دیگری مانند نمودار وب، نمودار عنکبوتی، نمودار ستاره‌ای، چندضلعی نامنظم، نمودار قطبی، یا نمودار کیویات دارد.

## بررسی اجمالی
نمودار رادار، نمودار یا پلاتی است که از دنباله‌ای از پره‌های دارای زاویه یکسان تشکیل می‌شود، که "رادی" نام دارند، و هر پره یکی از متغیرها را نمایش می‌دهد. طول داده یک متناسب با بزرگی متغیر نقطه داده مربوط به بزرگترین مقدار متغیر در قیاس با تمام نقاط داده می‌باشد. خط رسم‌شده مقادیر داده را برای هر پره به یکدیگر متصل می‌کند. این خطوط سبب ایجاد ظاهری ستاره‌مانند در نمودار می‌شود و همین موضوع ریشه یکی از نام‌های مشهور این نمودار است. می‌توان با استفاده از نمودار ستاره‌ای به سوالات زیر پاسخ داد.
- کدام مشاهدات شبیه‌ترند، برای مثال، آیا خوشه‌های مشاهده وجود دارند؟ (از نمودارهای راداری برای بررسی ارزش‌های نسبی یک نقطه داده یکتا (مثلاً، نقطه ۳ برای متغیرهای ۲ و ۴ بزرگ و برای متغیرهای ۱، ۳، ۵ و ۶ کوچک است) و قراردادن نقاط مشابه و غیرمشابه استفاده می‌شود)
- آیا نقاط پرتی وجود دارد؟

## کاربرد

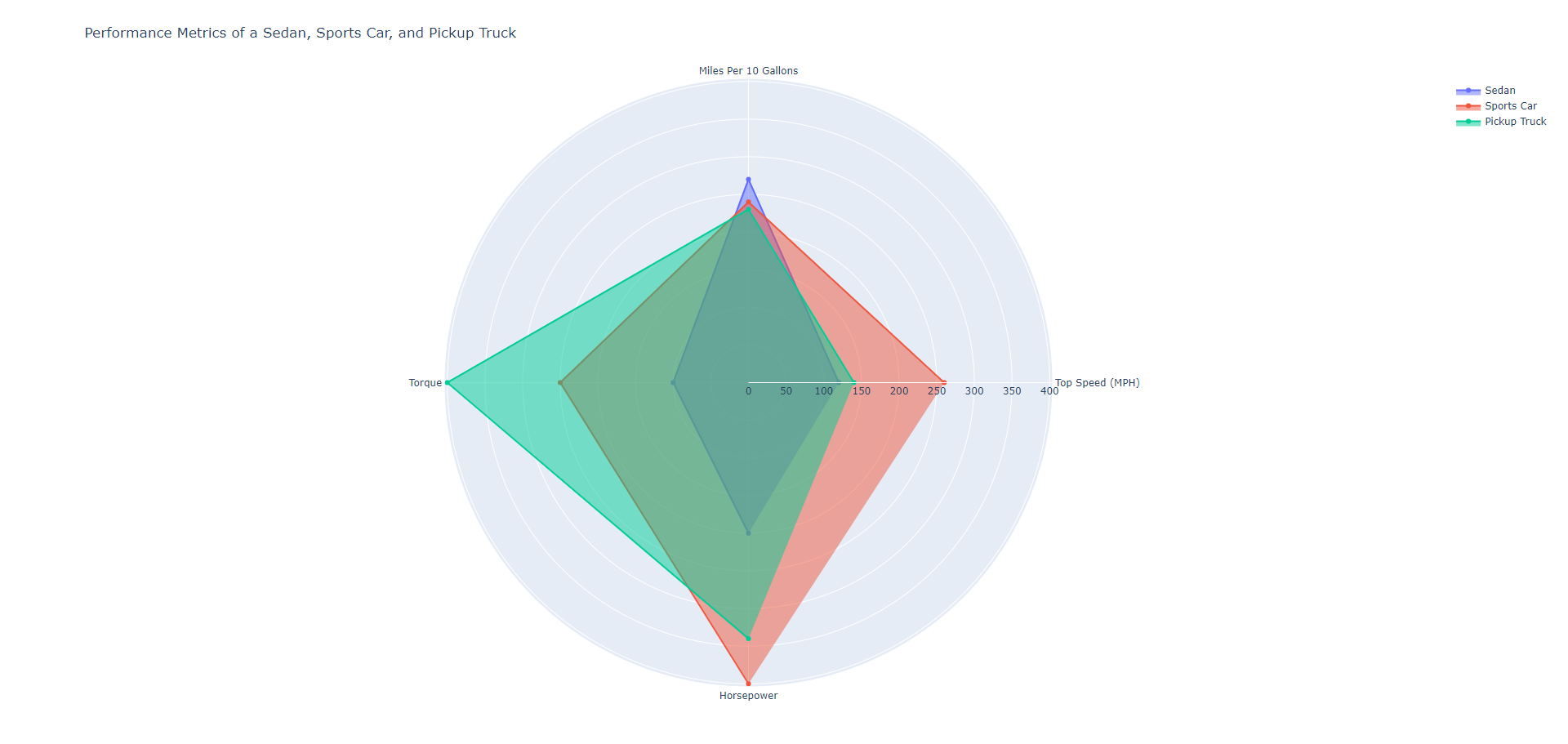
نمودار راداری

یکی از کاربردهای نمودار راداری کنترل بهبود کیفیت برای نشان‌دادن معیارهای عملکرد یک برنامه در حال اجرا می‌باشد.
همچنین در ورزش، از این نمودار برای به تصویر کشیدن قدرت و ضعف بازیکنان، استفاده می‌شود که در این حالت اغلب بدان‌ها، نمودار عنکبوتی می‌گویند.